# Kristi Kirshe
Kristi Kirshe, född 14 oktober 1994 i Franklin i Massachusetts, är en amerikansk rugbyspelare. Hon ingick i det amerikanska lag som tog brons i sjumannarugby vid OS 2024 i Paris.